# زادونسك
زادونسك (بالروسية: Задонск) هي إحدى مدن روسيا في الكيان الفدرالي الروسي ليبيتسك أوبلاست.